# Vibra
Vibra es una emisora de radio de Bogotá de la compañía Radiópolis, propiedad de William Vinasco Ch. Nació en los ochenta con el nombre de Acuario Estéreo (afiliada entonces a Caracol Radio) en la frecuencia 104.9 FM (Acuario Estéreo sería "resucitada" en 2013, pero en la banda AM). 
Los programas bandera de esta emisora son Vibra en las mañanas,  El Vibratorio, A Grito Herido y "De Noche En La Ciudad".

## Historia
Ver también Acuario Estéreo
Acuario Estéreo surgió a mediados de los años 80, con Germán Tobón (hijo de Bernardo Tobón de la Roche, dueño de la cadena Todelar) y William Vinasco Ch. como accionistas.  La estación se basaba en la radiofórmula de la balada en español. Tuvo algunos cambios de programación hasta 1998. A finales de 2013, Acuario Estéreo "resucitaría" en la banda AM. 
Alrededor de 1998, luego de haber vuelto temporalmente al formato de balada en español, sufrió una reestructuración y pasó a llamarse La Estación 104.9. En esta época emitía en las mañanas el programa Contacto, presentado por Néstor Morales, con el que intentó competir con los programas noticiosos de la mañana La FM (de la estación homónima de RCN Radio) y Viva FM de Caracol Estéreo. Para entonces, La Estación y Candela Estéreo formaban parte de la cadena Radiópolis (Antes WV Radio), propiedad de Vinasco.
Posteriormente cambió su nombre a 104 9 Mejor, sin el punto y sin el "estación". De aquella época se destacan como memorables los programas "La noche de los lápices" y "Skabanana", conducidos por Félix Sant-Jordi.  El 21 de octubre de 2003 la emisora pasó a llamarse Vibra Bogotá.
Con un concepto nuevo y basando su programación musical en el idioma oficial de Colombia, y a través de un gran esfuerzo promocional y de marca, logró pasar en sintonía por encima de emisoras que llevaban más de 5 años al aire y que pertenecen a conglomerados económicos gigantescos en Colombia. Vibra emplea la radiofórmula de música rock, pop, fusión y tropipop, exclusivamente en español, y durante entre el periodo comprendido entre 2002 y 2006 también dio espacio a los sets de la música electrónica a nivel mundial en los fines de semana en un programa llamado 'Estación Ibiza' dirigido por DJ Hector Carrero.
En 2006 la WV Radio realizó un acuerdo económico con Caracol Radio para que esta empresa se ocupara de la comercialización de sus 3 emisoras de Radiópolis (Antes WV Radio): Vibra Bogotá, Candela Estéreo y Acuario Estéreo (antes Radio Reloj). La programación de las emisoras seguiría en manos de Radiópolis (Antes WV Radio) y su equipo creativo en cabeza de Karen Vinasco. Vibra Bogotá con su formato ha logrado convertirse en una de las emisoras más escuchadas en la capital de Colombia, siendo la única estación en la ciudad en su combinación de géneros.
A finales de 2014 sale al aire la emisora Vibra para el Valle del Cauca en la frecuencia 91.0 FM, localizada en el municipio de Guacari con cobertura en Cali y municipios circunvecinos, su programación estaba basada en el pop latino, la salsa y las baladas; pero el 1 de mayo de 2016 fue reemplazada por Valle Verde 91.0 FM.

## Frecuencias
- Bogotá (HJVD - 104.9 FM).
- Nacional (Claro TV - Canal 855).
- Nacional (ETB - Canal 743).